# Ilene Woods
Ilene Woods, nome completo di Jacquelyn Ruth Woods (Portsmouth, 5 maggio 1929 – Los Angeles, 1º luglio 2010), è stata una doppiatrice e cantante statunitense.

## Biografia
Jacquelyn Ruth Woods nacque a Portsmouth il 5 maggio 1929, figlia di un uomo che lavorava nel mondo dello spettacolo e che introdusse la figlia nell'ambiente.
Lavorò in California, dove iniziò ad apparire per prima volta sullo schermo. Anche brava cantante, lavorò al doppiaggio di Cenerentola del 1950, in cui diede voce alla protagonista; in questo lavoro fu lanciata da due suoi amici cantanti e registi: Mark David e Jerry Livingston.
Si sposò nel 1946 a diciassette anni con Stephen Steck Jr. da cui divorziò e da cui ebbe una figlia, Stephanie (1947).
Nel 1963 si risposò con il musicista Ed Shaughnessy da cui ebbe altri due figli: James (1966-1984) e Daniel (1968).
È morta il 1º luglio 2010 a 81 anni in seguito all'aggravarsi del morbo di Alzheimer. Il suo corpo fu successivamente cremato.

## Filmografia
- On Stage Everybody, regia di Jean Yarbrough (1945)
- Cenerentola (Cinderella), regia di Wilfred Jackson, Hamilton Luske e Clyde Geronimi (1950) – voce
- The Alan Young Show – serie TV, episodio 2x22 (1951)
- Spring & Fall – serie TV, episodio 1x06 (1980)
- Mammina cara (Mommie Dearest), regia di Frank Perry (1981) – non accreditata

## Doppiatrici italiane
- Giuliana Maroni in Cenerentola (dialoghi, primo doppiaggio)
- Deddi Savagnone in Cenerentola (canto, primo doppiaggio)
- Fiorella Betti in Cenerentola (dialoghi, ridoppiaggio)
- Maria Cristina Brancucci in Cenerentola (canto, ridoppiaggio)